# 1107 Lictoria
1107 Lictoria är en asteroid i huvudbältet som upptäcktes den 30 mars 1929 av den italienska astronomen Luigi Volta. Dess preliminära beteckning var 1929 FB. Den fick sedan namnet efter det italienska fascistiska partiet, som kallades "Fasci Littori" och vars symbol Benito Mussolini tog från latinets Fasces Lictores.
Den tillhör asteroidgruppen Hygiea.
Asteroiden upptäcktes oberoende av den tyske astronomen Karl Wilhelm Reinmuth den 19 mars 1929, men denne rapporterade upptäckten senare.
Lictorias senaste periheliepassage skedde den 21 december 2018.[Uppdatering behövs] Dess rotationstid har beräknats till ungefär 8,56  timmar.